# Thames Measurement
Unter Thames Measurement (T.M.) versteht man eine 1855 (andere Quelle: 1854) eingeführte Vermessungsformel für Yachten.
Die Formel lautet: {\displaystyle {\frac {(L-B)\cdot B\cdot {\frac {1}{2}}B}{94}}}.
L = Länge von Vorsteven zum Achtersteven
B = Breite über alles.

## Einzelheiten
Im Jahr 1855 löste der Londoner Royal Thames Yacht Club das Builders Old Measurement durch das Thames Measurement ab, um eine fairere Berechnungsformel für das Handicap der so vermessenen Yachten zu erhalten. Das vorher in der Bootsvermessung verwendete Builders Old Measurement war von einigen Yachteignern durch weitestmögliches Kürzen der Kiellänge ausgereizt worden. Gleichwohl basierte auch die neue Rechenformel auf dem Builders Old Measurement. Man stellte die Berechnung der Schiffslänge bei der neuen Berechnungsformel jedoch auf die Rumpflänge ab, um einem diesbezüglichen Missbrauch vorzubeugen.
Die Vermessungsformel fand in Großbritannien eine generelle Verbreitung und hielt sich beispielsweise von der ersten Ausgabe des Lloyd’s Register of Yachts im Jahr 1878  bis zur letzten aus dem Jahr 1980. Auch heute wird die Formel noch vereinzelt verwendet, um die Kosten des Baus einer neuen Yacht traditionellen Typs zu veranschlagen.